# 노르웨이어 위키백과
노르웨이어 위키백과는 노르웨이어로 된 위키백과로, 보크몰·릭스몰 위키백과와 뉘노르스크 위키백과가 별도로 있다.
원래의 노르웨이어 위키백과는 2001년 11월 26일에 운영을 시작했으며, 처음에는 노르웨이어의 표준 문어를 모두 허용했다. 2004년 7월 31일, 뉘노르스크 위키백과가 별도로 출범했다. 2005년의 투표를 통해, 원래의 노르웨이어 위키백과는 보크몰과 릭스몰만을 허용하도록 정책이 바뀌었다.
2013년 3월 기준으로 보크몰판은 369,493개의 문서가, 뉘노르스크판은 96,140개의 문서가 수록되어 있다.
보크몰의 ISO 639-1 부호는 "nb"이지만, 보크몰 위키백과는 계속 no.wikipedia.org을 이용하고 nb.wikipedia.org는 넘겨주기 처리가 되고 있다. 뉘노르스크의 부호는 "nn"이며, 뉘노르스크 위키백과는 nn.wikipedia.org을 사용하고 있다.

## 같이 보기
- 벨라루스어 위키백과
- 덴마크어 위키백과
- 스웨덴어 위키백과